# Aurora Snow
Pour les articles homonymes, voir Snow.
Aurora Snow, de son vrai nom Rebecca Claire Kensington, née le 26 novembre 1981 à Santa Maria, Californie, est une ancienne actrice pornographique américaine.

## Biographie
Rebecca est la quatrième enfant d’une famille de parents britanniques et français qui divorcèrent lorsqu’elle était encore en bas âge. Sa mère se remaria et son nouveau beau-père, Raymond Nordell, déplaça la famille à Nottingham en Angleterre[Information douteuse] où ils eurent également quatre enfants. Pendant son adolescence, Rebecca était fascinée par le personnage d'Aurora dans La belle au bois dormant, film d'animation de Walt Disney sorti 1959, adapté d'un conte de Charles Perrault. Elle développa ainsi un vif intérêt pour la danse et les arts dramatiques. Elle commença ainsi le théâtre à l'âge de 12 ans, et choisit ensuite cette discipline comme matière principale au début de ses études. Durant sa scolarité elle était régulièrement classée parmi les meilleurs élèves,.
Elle quitte le lycée à l’âge de seize ans ; selon une biographie publiée sur Internet elle se serait alors déplacée à New York et aurait étudié pendant une année à l'Académie américaine des arts dramatiques (American Academy of Dramatic Arts), mais il s'agirait en fait d'un bobard d'Internet (« a load of bullshit ») puisqu'elle dit elle-même n'y avoir jamais mis les pieds et avoir étudié à l'Université d'Irvine en Californie. Puis elle se rend à Los Angeles dans l’espoir d’y devenir actrice ou modèle[Information douteuse], mais elle ne parvient pas à percer et son agent lui suggère alors de se reconvertir dans la pornographie. D'abord rebutée, elle se décide enfin et fait une série de photos de nu pour le magazine Hustler, en mai 2000, après avoir répondu à une petite annonce publiée dans un journal. Il semble que la décision de se lancer ait été principalement motivée par la conviction que ce serait le seul moyen de rembourser dans les dix ans l'argent emprunté pour financer ses études ; elle se serait engagée au vu du cachet proposé pour poser nue ($2000 la journée).
Aurora Snow débute ainsi sa carrière à l'âge de dix-huit ans dans More Dirty Debutants 152, un film réalisé en l'an 2001 par Ed Powers, découvreur de nouveaux talents de l'industrie pornographique. Elle tourne ensuite sa première scène anale dans Real Naturals 9, également d'Ed Powers, en 2001, et son premier gang-bang dans Gang Bang Girl 27 de Biff Malibu (en) en 2001 également.[pertinence contestée]
Elle a ensuite été sous contrat exclusif avec Sin City Entertainment de 2003 à 2005, d'abord comme actrice, puis a progressivement pris en main le tournage de ses propres films. Elle a ainsi réalisé notamment Assploitations en 2003, et la même année Perverted Tales, une parodie de contes merveilleux, qu'elle considère comme l'un de ses préférés.[réf. nécessaire] Son pseudonyme est d'ailleurs dérivé du nom de deux personnages de contes pour enfants adaptés en films d'animation par Walt Disney : la princesse Aurora (francisée en Aurore) de Sleeping Beauty, et la reine Snow White (Blanche-Neige en version française) de Snow White and the Seven Dwarfs.
En 2009, l'éditeur de bande dessinée pornographique Carnal Comics (en) adapte sa biographie en bande dessinée.
Aurora Snow est aussi apparue au cinéma non masturbatoire dans les films Les Lois de l'attraction (2002), où elle est une figurante nue et masquée, et SuperGrave (2007), dans un bref rôle caméo.
Début 2011, elle déclare être apparue dans plus de 500 films « pour adulte ». Elle quitte l'industrie pornographique la même année et déménage de Los Angeles vers le Missouri.
Par la suite, elle arrête sa carrière pour vivre sa vie de famille.
Elle est connue pour son « duck-quacking », un son très particulier évoquant le cri du canard émis lors d'une fellation « gorge profonde » pratiquée avec la bouche grande ouverte, utilisé comme un gimmick à la radio par Howard Stern,.
En 2013, elle annonce être enceinte de son premier enfant, un garçon qui naît le 10 décembre 2013. Elle fait cette annonce le 30 septembre 2013 dans un article intitulé « A porn star's letter to her unborn son » (« Lettre d'une actrice porno à son fils à naître »), publié sur le site Internet The Daily Beast dont elle est une contributrice régulière depuis 2010, sous la forme d'une lettre adressée à son fils, montrant comment elle a l'intention de lui expliquer, quand il sera en âge de le comprendre, son choix de travailler dans l'industrie pornographique. Cette lettre, qualifiée de « touchante », est rapidement devenue virale,. Elle y explique notamment avoir balayé de telles considérations au début de sa carrière en pensant qu'elle n'aurait jamais d'enfant, puis avoir changé d'avis lorsque son frère est mort dans un accident de voiture et qu'elle a dû s'occuper des deux enfants de celui-ci, ajoutant que si elle avait su que les choses évolueraient ainsi elle aurait fait des choix complètement différents ; elle conclut en conseillant à son fils de toujours se demander avant de prendre ses décisions importantes s'il pourra « vivre avec » dans le futur. Elle déplore par ailleurs le fait que son passé ait durablement nui à sa réputation et compromis ses futures opportunités professionnelles, voire bon nombre de ses relations personnelles, dans la mesure où c'est un « bagage social » inimaginable pour une débutante, et, si elle avait une sœur plus jeune, elle la dissuaderait de se lancer dans cette activité, dans la mesure où très peu parviennent à véritablement en tirer profit au bout du compte, surtout dans le contexte d'une implosion du marché due à l'essor de la pornographie gratuite ou piratée sur Internet ; elle estime cependant ne pas avoir à titre personnel plus de regrets que la plupart des gens.
Début 2014 elle a donné une conférence à la faculté de droit de Harvard avec pour titre « Sex, Drugs, and Rolling Dice: On The Regulation of Vice » (soit : « Sexe, drogues et goût du risque : sur la régulation du vice »), et milite pour le port du préservatif dans la pornographie (l'année d'avant soit en 2013 il y avait eu 4 cas officiellement révélés de contamination par le VIH dans ce milieu), bien qu'elle en ait peu fait cas durant sa propre carrière,.

## Récompenses
- 2001 : XRCO Award – meilleure scène de triolisme
- 2001 : XRCO Award – meilleure scène de groupe
- 2001 : XRCO Award – meilleure actrice
- 2001 : XRCO Award – meilleur film (pour Cream dream)
- 2003 : XRCO Award – meilleure scène de triolisme (avec Mr. Marcus et Lexington Steele)
- 2003 : XRCO Award – meilleure scène de triolisme (pour Trained Teens avec Gauge et Jules Jordan)
- 2003 : AVN Award Performeuse de l'année (Female Performer of the Year)[19]
- 2004 : CAVR Award – Star of the Year
- 2011 : XRCO Hall of Fame
- 2017 : AVN Hall of Fame

## Filmographie sélective
- 2000 : Girl's Affair 48
- 2001 : Blue Angel
- 2002 : Ass Worship 2
- 2002 : Aurora Snow vs. Gauge
- 2002 : I Dream of Jenna
- 2002 : Pussyman's Decadent Divas 18
- 2002 : Taboo 2001: Sex Oddyssey
- 2002 : The Violation of Aurora Snow
- 2003 : No Man's Land 37
- 2004 : Anal Delinquents 1
- 2005 : Lipstick Lesbians 3
- 2006 : Anal Expedition 10
- 2007 : Sexual Revolution
- 2007-2008 : Co-Ed Confidential (en) : Lacey
- 2008 : Lollipop Lesbians
- 2009 : This aint Star Trek
- 2010 : To Protect and to Serve 2
- 2011 : Zebra Girls 1
- 2012 : Anal Pleasures
- 2013 : It's All Pink On The Inside 4
- 2014 : No Boys Allowed 3 (compilation)
- 2015 : Best Fucking Friends 2 (compilation)
- 2016 : She Wants Pussy 3 (compilation)
- 2017 : Interracial Lesbians (compilation)
- 2018 : Sex Across America - A Look Back With Angela White